# An Sang-mi
An Sang-mi (Koreaans: 안상미) (Daegu, 12 november 1979) is een voormalig Zuid-Koreaans shorttrackster.

## Carrière
Bij de wereldkampioenschappen shorttrack junioren won An in 1997 de gouden medaille. Tijdens de Winterspelen van Nagano 1998 won ze met het Zuid-Koreaanse team goud op de aflossing, in de toenmalige wereldrecordtijd van 4.16,260. Op het wereldkampioenschap in 2000 behaalde ze de tweede plaats.

## Persoonlijke records
| Afstand    | Tijd     | Datum      | Baan           | Land             |
| ---------- | -------- | ---------- | -------------- | ---------------- |
| 500 meter  | 45,631   | 30-10-1999 | Salt Lake City | Verenigde Staten |
| 1000 meter | 1.37,514 | 12-01-1997 | Marquette      | Verenigde Staten |
| 1500 meter | 2.28,150 | 11-02-2001 |                |                  |
| 3000 meter | 5.08,694 | 29-01-2000 | Göteborg       | Zweden           |

Geraadpleegd op: 12/08/2007
1992: Cutrone, Daigle, Lambert, Perreault ·
1994: Chun, Kim S.-h., Kim Y.-m., Won ·
1998: An, Chun, Kim, Won ·
2002: Choi E.-k., Choi M.-k., Joo, Park ·
2006: Byun, Choi, Jeon, Jin, Kang ·
2010: Sun, Wang, Zhang, Zhou ·
2014: Cho, Kim, Kong, Park, Shim ·
2018: Choi, Kim A.-l., Kim Y.-j., Lee, Shim ·
2022: Van Kerkhof, Poutsma, Schulting, Velzeboer